# روني موراليس
روني موراليس (بالإسبانية: Rony Morales)‏ (8 يونيو 1978 في هندوراس - ) هو مدرب كرة قدم ولاعب كرة قدم هندوراسي في مركز الدفاع. شارك مع منتخب هندوراس لكرة القدم. أما مع النوادي، فقد لعب مع نادي ديبورتيفو أوليمبيا ونادي بلاتنسي.

## وصلات خارجية
- روني موراليس على موقع الاتحاد الدولي (مؤرشف)  (الإنجليزية)
- روني موراليس على موقع قاعدة بيانات كرة القدم.إي يو (الإنجليزية)
- روني موراليس على موقع ناشيونال فوتبول تيمز (الإنجليزية)